# Хаитов, Муса Назарович
Муса Назарович Хаитов — советский хозяйственный, государственный и политический деятель.

## Биография
Родился в 1913 году на территории современного Булунгурского района Самаркандской области. Член КПСС.
Окончил Самаркандский государственный медицинский институт.
В 1937—1976 — заведующий отделом здравоохранения Самаркандского района, главны врач детского санатория, главный врач клиники Самаркандского медицинского института, главный врач инфекционной больницы, главный врач санатория «Узбекистан» в Кисловодске, заместитель министра здравоохранения Узбекской ССР, заведующий подотделом здравоохранения и социального обеспечения Совета Министров Узбекской ССР, ректор Самаркандского медицинского института, первый секретарь Самаркандского горкома КП Узбекистана, заместитель ректора Самаркандского медицинского института по научной работе СамМИ.
Депутат Верховного Совета Узбекской ССР 7-го и 8-го созывов. Делегат XXIV съезда КПСС.
Умер в 1976 году в Самарканде.

## Награды
- Орден Ленина
- Орден Трудового Красного Знамени
- Орден Знак Почёта

## Семья
Сын — Рахим Мусаевич Хаитов — и внук — Муса Рахимович Хаитов — известные деятели медицины и здравоохранения
Сын-Рустам Хаитов,дочь-Назира Хаитова..